# Kurt Warner
Kurtis Eugene Warner, född 22 juni 1971, är en amerikansk för detta quarterback i National Football League. Han spelade för tre NFL-lag: St. Louis Rams, New York Giants och Arizona Cardinals. Han inledde sin NFL-karriär som medlem av Green Bay Packers 1994 efter att ha spelat universitetsfotboll på University of Northern Iowa. Warner skulle komma att ses som en av de bästa odraftade spelarna genom tiderna, efter en 12-årig karriär där han vann en Super Bowl, och blev vald till ligans mest värdefulla spelare två gånger. Warner valdes 2017 in i Pro Football Hall of Fame och är även invald i Arena Football Hall of Fame.